# Bussy-le-Repos, Yonne
Bussy-le-Repos är en kommun i departementet Yonne i regionen Bourgogne-Franche-Comté i norra Frankrike. Kommunen ligger i kantonen Villeneuve-sur-Yonne som tillhör arrondissementet Sens. År 2022 hade Bussy-le-Repos 455 invånare.

## Befolkningsutveckling
Antalet invånare i kommunen Bussy-le-Repos
| Referens: INSEE |